# Cârlomănești (okręg Buzău)
Cârlomănești – wieś w Rumunii, w okręgu Buzău, w gminie Vernești. W 2011 roku liczyła 177 mieszkańców.